# Vankse
Vankse – wieś w Estonii, w prowincji Rapla, w gminie Juuru